# الکس هینشو
الکس هینشو (انگلیسی: Alex Hinshaw؛ زادهٔ ۳۱ اکتبر ۱۹۸۲) بازیکن سابق بیس‌بال اهل ایالات متحده آمریکا است. مادر او اهل افغانستان است و از سال ۲۰۰۸ تا ۲۰۱۲ در تیم‌های باشگاهی فعال بود.